# Douglas DC-3

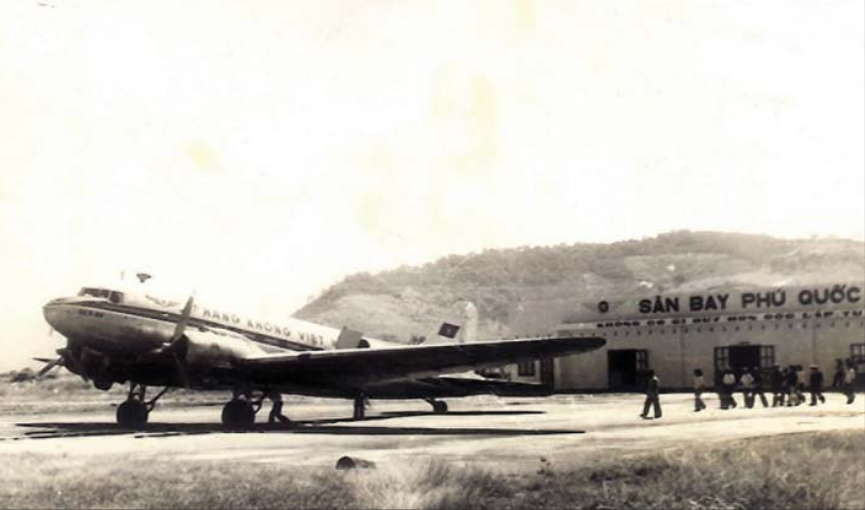
DC - 3 của Hàng Không Việt Nam tại sân bay Phú Quốc năm 1980

Douglas DC-3 là một loại máy bay chở khách vận hành bằng cánh quạt của Hoa Kỳ, đây là một loại máy bay có tầm bay và vận tốc bay mang tính cách mạng trong thập niên 1930 và 1940. Ảnh hưởng lâu dài vào ngành công nghiệp hàng không dân dụng và Chiến tranh thế giới II đã khiến nó trở thành một trong những máy bay vận tải quan trọng nhất từng được chế tạo. Phiên bản quân sự chính được định danh là C-47 Skytrain, có trên 10.000 chiếc được chế tạo. Rất nhiều chiếc DC-3 / C-47 hiện vẫn được sử dụng trên thế giới.

## Biến thể

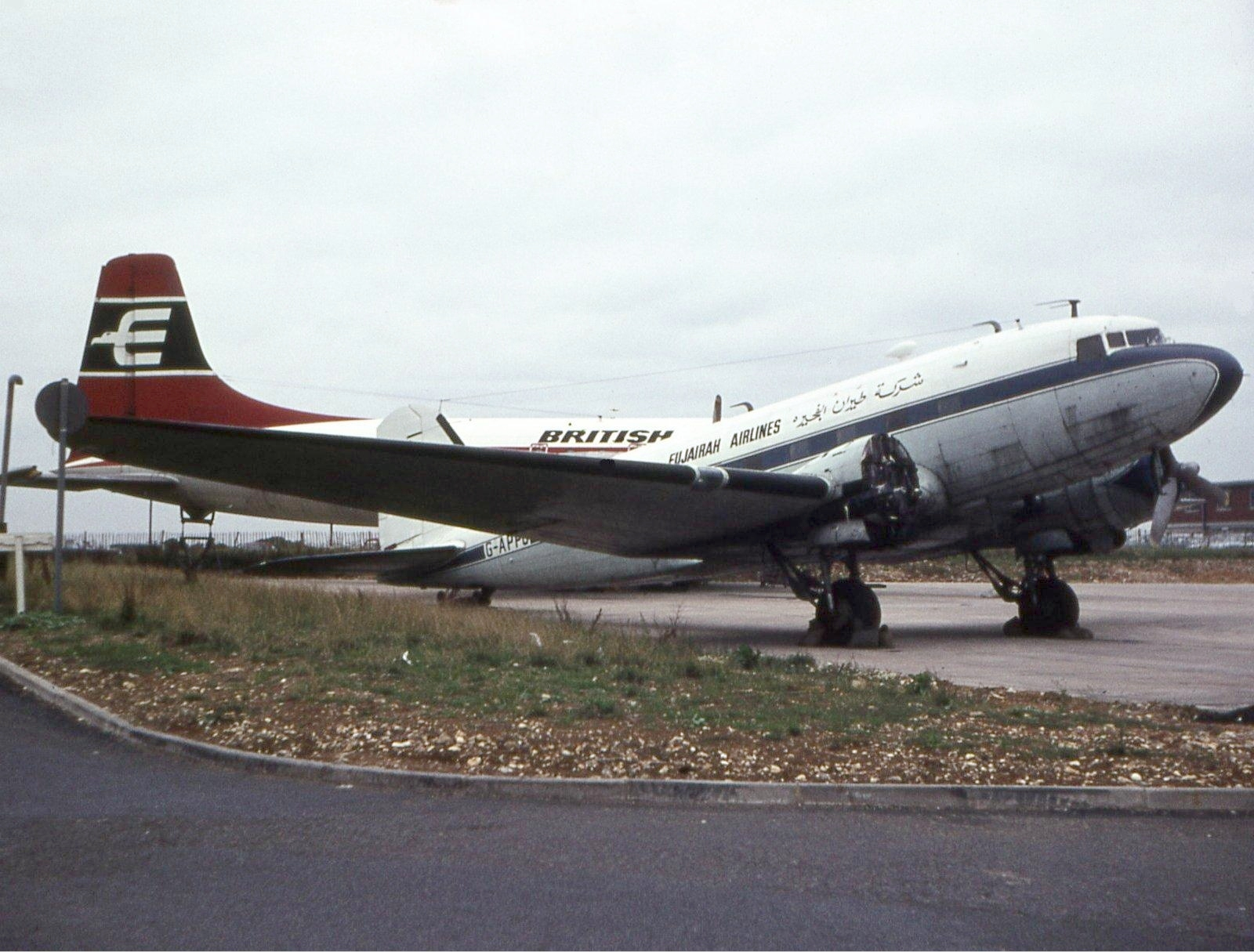
DC-3 của Fujairah Airlines cuối thập niên 1960

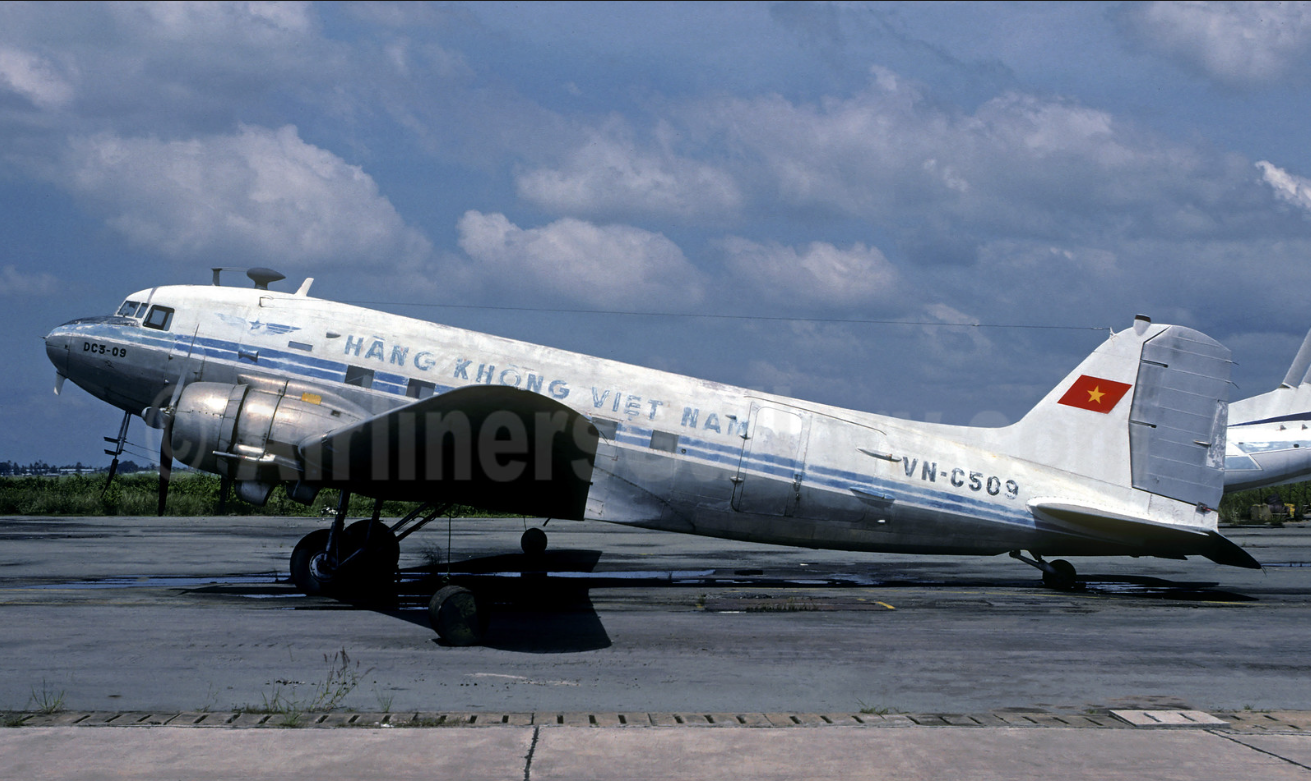
DC - 3 VN - C509 Hàng Không Việt Nam tại sân bay Tân Sơn Nhất

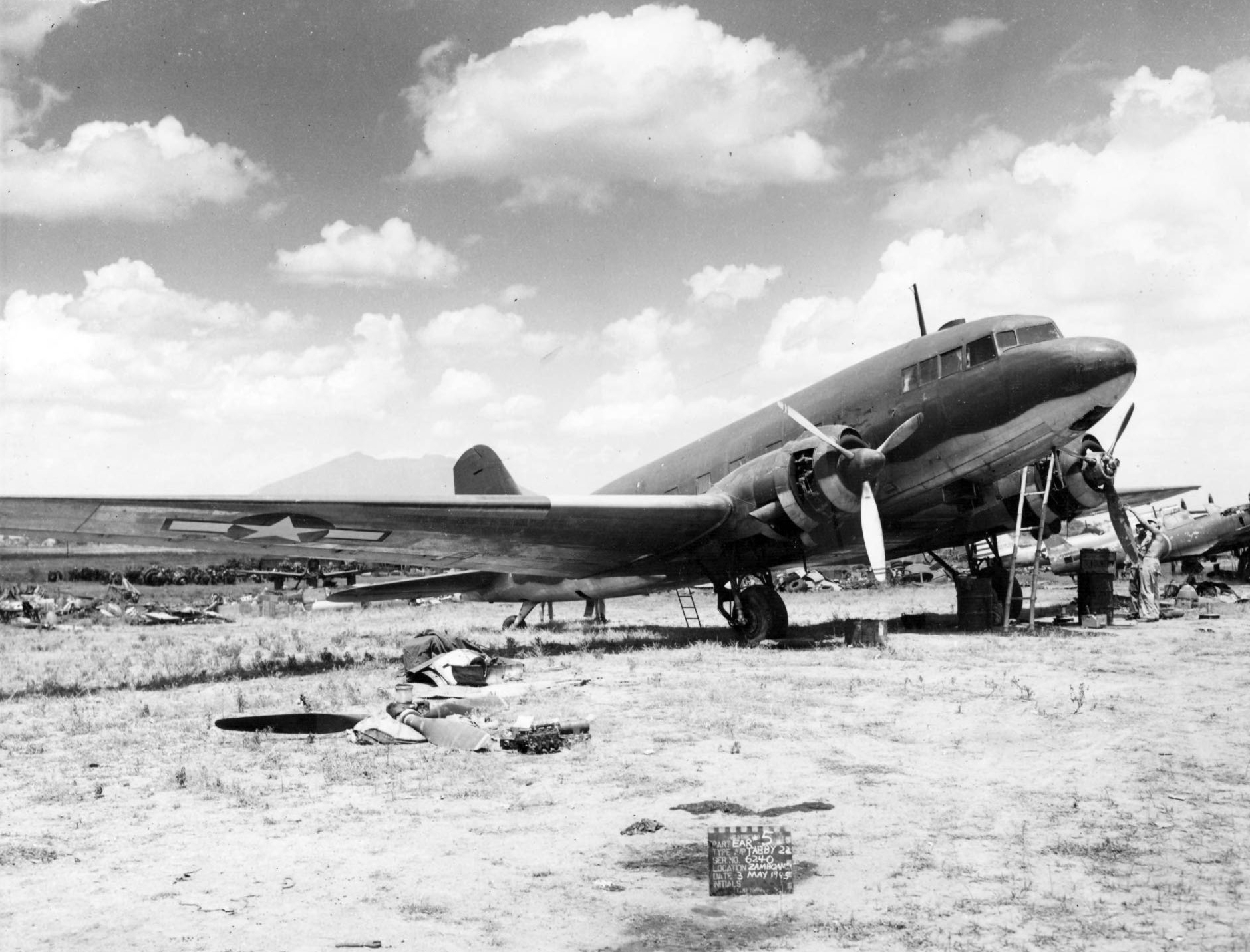
Một chiếc Nakajima L2D do Hoa Kỳ tịch thu, sơn màu của quân đội Hoa Kỳ tại, Mindanao, Philippines, May 1945

DST
Douglas Sleeper Transport, biến thể gốc, chở 24 khách (bay ngày) và 16 khách (bay đêm).
DC-3
Biến thể của DST với 21 ghế.
DC-3A
DC-3 cải tiến với 2 động cơ 1,200 hp (895 kW) Pratt & Whitney R-1830-21.
DC-3B
DC-3 cải tiến với 2 động cơ Wright R-1820 Cyclone.
DC-3C
Định danh cho những chiếc C-47, C-53 và R4D cũ của quân đội bán cho thị trường dân dụng.
DC-3S
Super DC-3, DC-3 cải tiến với cánh, đuôi mới và lắp động cơ Pratt & Whitney R-2000.
LXD1
1 chiếc DC-3 cho Không quân Hải quân Đế quốc Nhật Bản đánh giá thử nghiệm.
C-41A
C-48
C-48A
C-48B
C-48C
C-49
C-50
C-51
C-52
C-68
C-84
R4D-2
R4D-4
R4D-4R
R4D-4Q
Dakota II

### Phiên bản hoán cải
DC-3/2000
Dodson International Lưu trữ ngày 14 tháng 9 năm 2018 tại Wayback Machine Turbo Dakota DC-3 PT6A-65AR

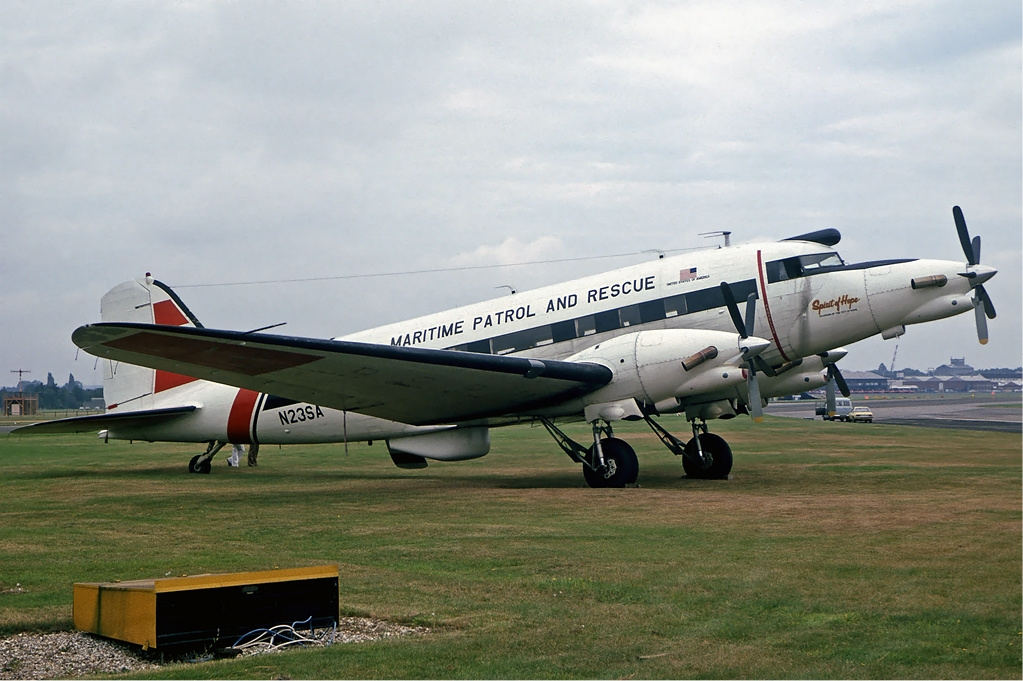
Conroy Tri-Turbo-Three tại Triển lãm hàng không Farnborough năm 1978.

Basler BT-67
Conroy Turbo Three
Conroy Super-Turbo-Three
Conroy Tri-Turbo-Three
USAC DC-3 Turbo Express
BSAS C-47TP Turbo Dakota

### Quân sự
Douglas C-47
Showa/Nakajima L2D
Lisunov Li-2 / PS-84

## Tính năng kỹ chiến thuật (DC-3A)

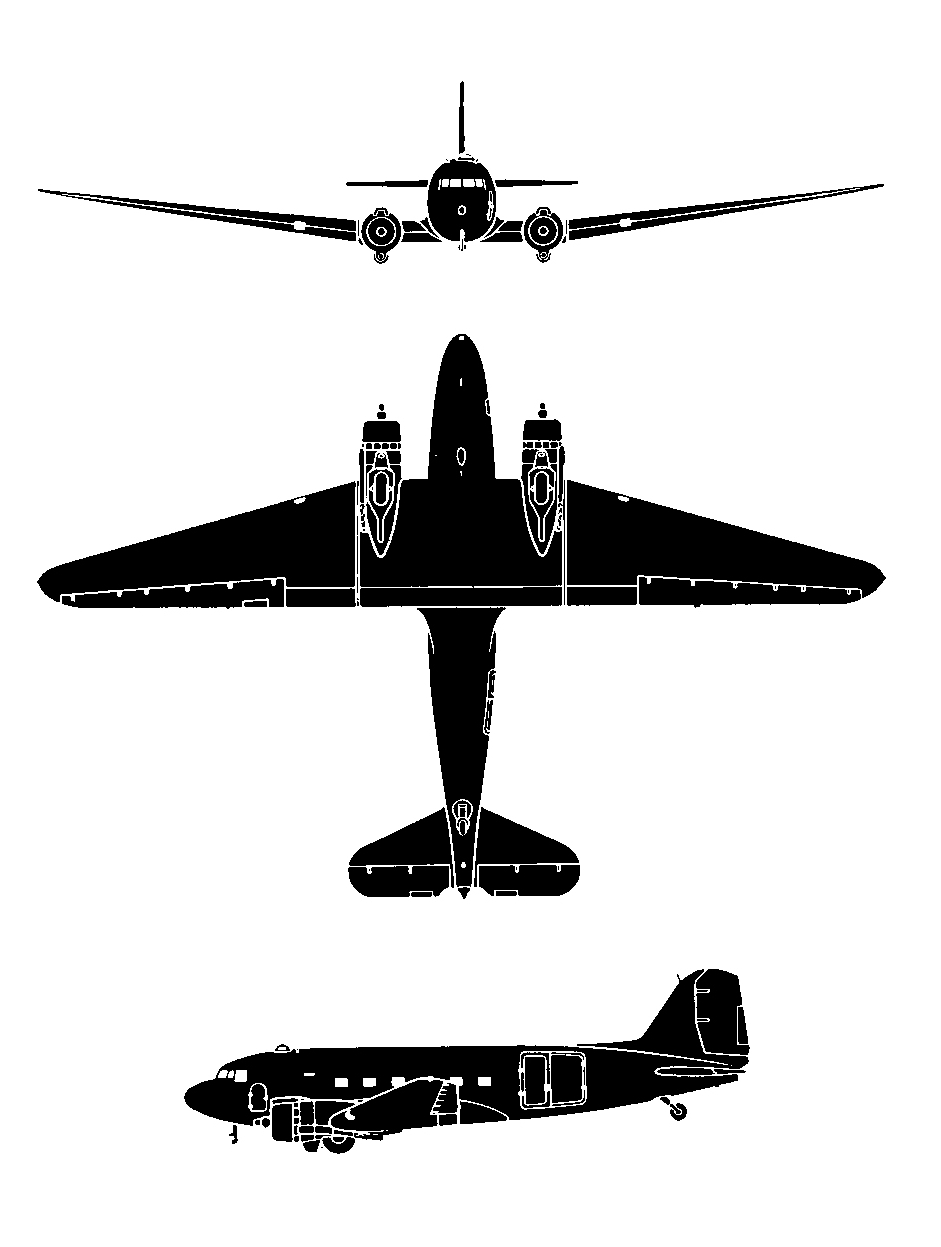
Douglas DC-3

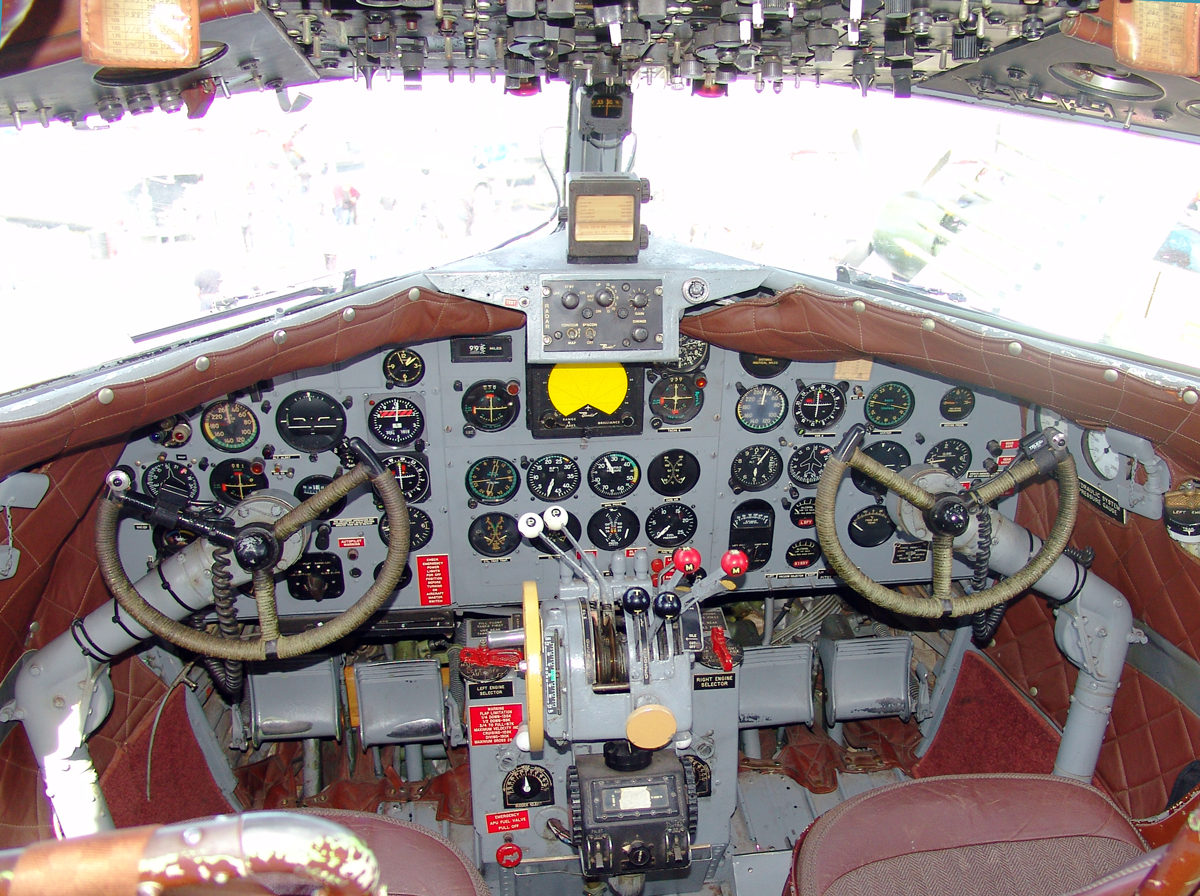
Buồng lái của DC-3

Dữ liệu lấy từ McDonnell Douglas Aircraft since 1920
Đặc tính tổng quát
- Kíp lái: 2
- Sức chứa: 21–32 hành khách
- Chiều dài: 64 ft 8 in (19,7 m)
- Sải cánh: 95 ft 2 in (29 m)
- Chiều cao: 16 ft 11 in (5,16 m)
- Diện tích cánh: 987 foot vuông (91,7 m2)
- Trọng lượng rỗng: 16.865 lb (7.650 kg)
- Trọng lượng có tải: 25.199 lb (11.430 kg)
- Động cơ: 2 × Wright R-1820 Cyclone , 1.100 hp (820 kW)  mỗi chiếc
- Động cơ: 2 × Pratt & Whitney R-1830-S1C3G Twin Wasp , 1.200 hp (890 kW)  mỗi chiếc
- Cánh quạt: 3-lá Hamilton Standard 23E50

Hiệu suất bay
- Vận tốc cực đại: 200 kn; 370 km/h (230 mph) trên độ cao 8.500 ft (2.590 m)
- Vận tốc hành trình: 180 kn; 333 km/h (207 mph)
- Trần bay: 23.200 ft (7.100 m)
- Vận tốc lên cao: 1.130 ft/min (5,7 m/s)
- Tải trên cánh: 25,5 lb/foot vuông (125 kg/m2)
- Công suất/khối lượng: 0,0952 hp/lb (156,5 W/kg)